# Bibliothèque de l'Institut national de la statistique et des études économiques
La bibliothèque de l'Institut national de la statistique et des études économiques (Insee) est spécialisée dans les domaines de l'économie, de la statistique, de la démographie et des sciences sociales. Elle fait partie de la direction générale de l'Insee, située au 88 avenue Verdier à Montrouge. 
Créée après la Seconde Guerre mondiale, elle est l’héritière de la documentation des anciens services statistiques français. Ses collections retracent toute l'histoire de la statistique administrative française.        

## Histoire

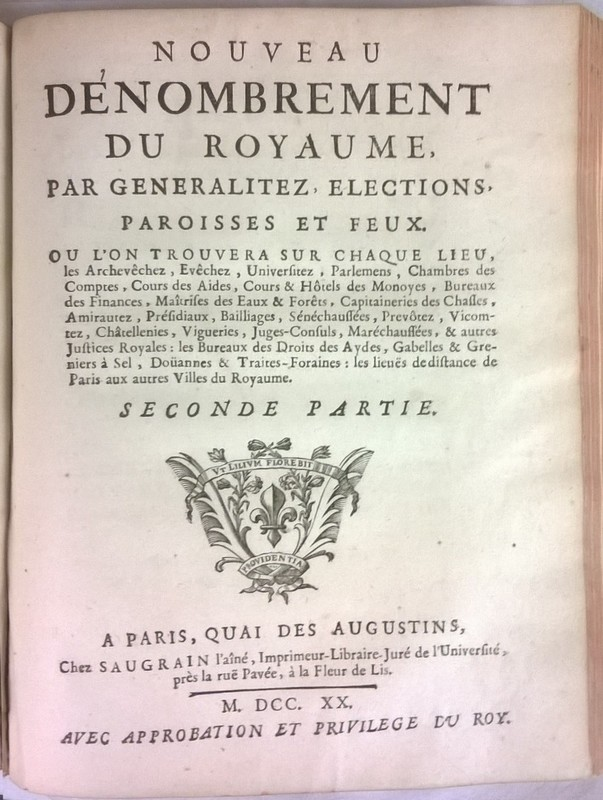
Nouveau dénombrement du Royaume [...] par Saugrain, 1720

La loi de finances du 27 avril 1946 donne naissance à l’Insee par ses articles 32 et 33, créant une institution durable au service de la statistique française. La bibliothèque de l'Insee, quant à elle, est créée entre 1946 et 1951 par la réunion de divers fonds documentaires préexistants. Ceux-ci émanent essentiellement des anciens services statistiques ayant précédé l'Insee, tels que la Statistique générale de la France (SGF), 1801-1812 puis 1835-1941, le Service national des statistiques (SNS), 1941-1946, le Service des économies étrangères du ministère de l'Économie nationale et le fonds économique du Centre de documentation économique de la Bibliothèque nationale.  
En 1946, Adrien Caro devient le premier Chef de service de la bibliothèque de l'Insee nouvellement créée qui porte alors le nom de Documentation Centrale. Installée au sein de la direction Générale de l'Insee au Quai Branly, la bibliothèque dispose d'une salle de lecture et de magasins modernes pour l'époque. Les cinq premières années d'existence (1946-1951) sont dédiées au classement et à l'enrichissement des collections anciennes par des achats complémentaires et l'acquisition des nouvelles productions de l'Insee. 
En 1974, l'Insee s'installe dans un nouveau bâtiment situé à Malakoff. La bibliothèque y dispose d'une salle de lecture de 150 m2 et de magasins d'une capacité de plus de cinq kilomètres linéaires. Elle possède aussi des collections en région, de sorte qu'aujourd'hui, l'ensemble de ces fonds représente environ huit kilomètres linéaires de rayonnages. 
La bibliothèque de l'Insee est depuis 1998 pôle associé de la Bibliothèque Nationale de France pour la statistique et les études économiques. Elle assume la double mission de fournir de la documentation pour les travaux des agents de l'Insee et de répondre aux demandes du public extérieur. 
En 2018, la bibliothèque de l'Insee a rejoint les nouveaux locaux de la direction générale de l'Insee, avenue Verdier à Montrouge. Elle prend le nom d'Alain Desrosières en 2019 à l'occasion de l'inauguration de la nouvelle salle de lecture.    

## Collection

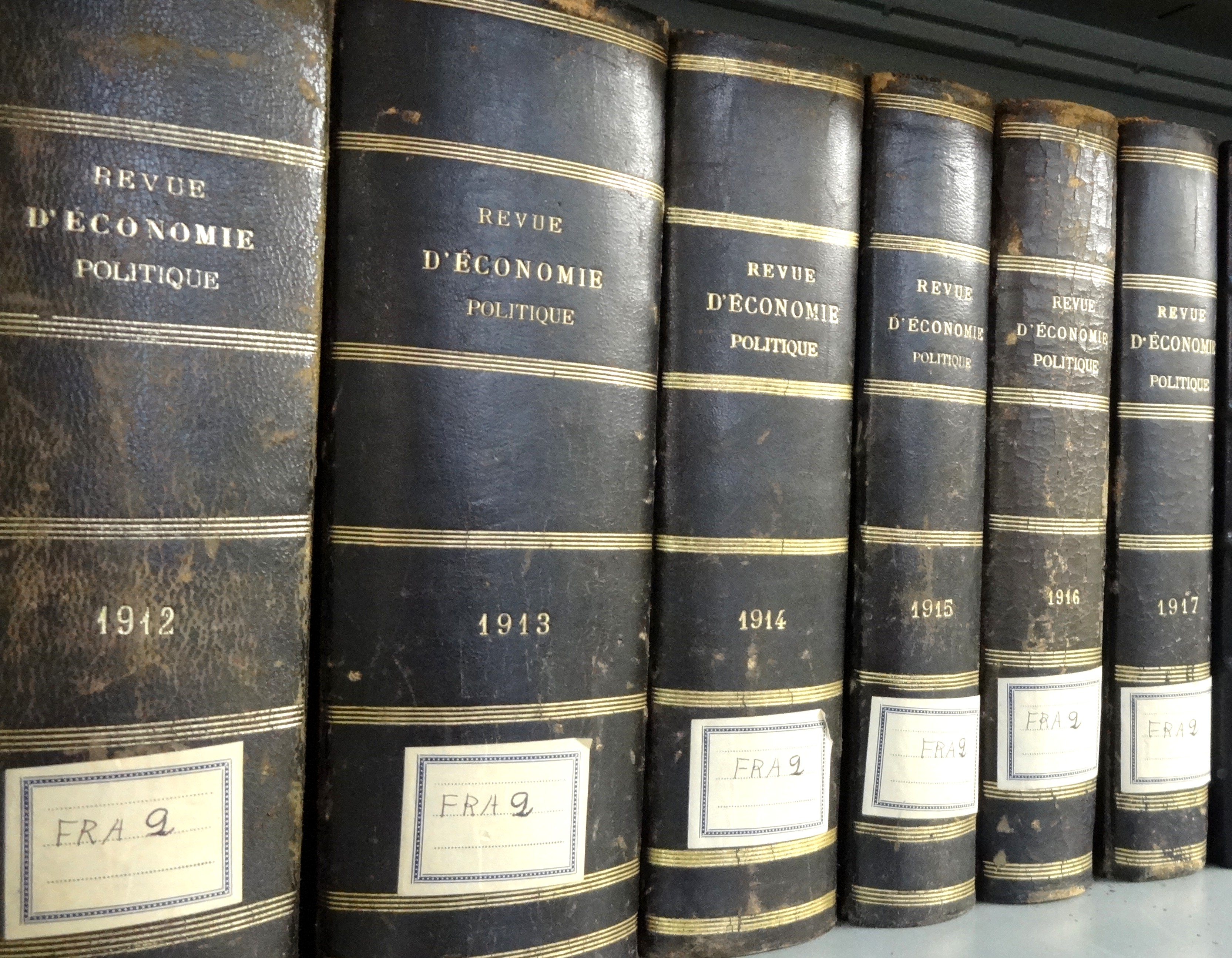
La Revue d’Économie Politique, dont la collection est conservée à la bibliothèque de l'Insee

Spécialisée dans les grands domaines économiques (commerce, agriculture, industrie, finances, etc.), démographiques et sociaux, la collection de la bibliothèque de l'Insee retrace plus de deux siècles de statistiques. Elle rassemble au 1er janvier 2017 plus 7600 titres de périodiques dont 900 titres vivants et 4500 séries statistiques, dont 500 vivantes. Elle compte en outre plusieurs milliers de monographies.
Cet ensemble englobe la statistique à une échelle mondiale, grâce à une tradition ancienne d'échanges entre les instituts statistiques nationaux et avec divers organismes internationaux (ONU, Eurostat...). 
Au travers de la statistique, la collection illustre l'évolution des réflexions théoriques et méthodologiques. Elle comprend les ouvrages des grands économistes, toutes les publications nationales et régionales de l'Insee depuis sa création en 1946, ainsi que celles de la statistique publique. On y trouve également des ouvrages de théorie économique et de méthodes statistiques et économétriques.  
La collection se compose plus particulièrement de trois types de documents :
- des séries statistiques constituées de tableaux chiffrés tels que ceux des recensements de la population, des statistiques du commerce extérieur, de l'agriculture, de la production, des entreprises, du système éducatif, des transports, etc. Elles constituent une des grandes richesses du fonds de la bibliothèque car, pour certaines d'entre elles les séries longues remontent au début du XIXe siècle, comme le Tableau décennal du commerce de la France avec ses colonies et les puissances étrangères depuis 1820, l'annuaire statistique du Chili depuis 1861, etc.
- des périodiques à caractère statistique (Bulletin Mensuel de Statistique), ainsi que des revues d'horizons très divers, mais concernant les domaines spécifiques de l'Insee (Revue française d'économie, Revue d’Économie Politique, Econometrica, Bulletin de l'Institut international de statistique depuis 1886).
- des monographies concernant des ouvrages thématiques traitant de sujets variés mais correspondant aux domaines d'élection de l'Insee (De l'administration des Finances de la France, de Jacques Necker (1784), Economics of the public sector de Joseph Stiglitz (1986)  ou encore Le capital au XXIe siècle de Thomas Piketty (2013).

### Fonds ancien et contemporain
De manière générale, la collection est divisée en fonds ancien (antérieur à la création de l'Insee en 1946) et fonds contemporain. Si le fonds ancien comporte quelques ouvrages du 18e siècle, la majeure partie, et notamment les séries statistiques, remontent au début du 19e siècle. 

#### Le fonds ancien (avant 1946)
Sont regroupés sous ce nom différents fonds que l'on peut distinguer selon leur origine ou par thématique. Il s'agit essentiellement de publications du 19e siècle et du début du 20e siècle même si certaines sont plus anciennes. (Le plus ancien ouvrage conservé à la bibliothèque, le Nouveau dénombrement du Royaume date de 1720).  
Le fonds ancien est constitué pour majeure partie des publications héritées des services ancêtres de l’Insee que sont la Statistique générale de la France (1801-1812 puis 1835-1941) et le Service national des statistiques (1941-1946). Quelques documents sont également manuscrits ou annotés, comme la Statistique Territoriale de la France, ouvrage du milieu du XIXe siècle présentant sous forme de tableaux les richesses agricoles de la France par départements et villes ; ou encore l'Album manuscrit de la population française en 1889 avec ses pyramides des âges aquarellées sur papier Canson.  

#### Le fonds contemporain (depuis 1946)
Ce fonds a été constitué et enrichi par l'acquisition de divers documents dont toutes les publications de l'Insee. Les publications des services statistiques ministériels (SSM) et des instituts nationaux de statistiques d'autres pays constituent également une grande partie des acquisitions. Divers documents entrent également au catalogue par le biais de dons de personnes privées ou d'institutions (Direction de l'information légale et administrative, Faculté de Droit de Paris...). De plus, ce fonds est régulièrement enrichi par l'achat de documents récents dans les domaines statistiques, économiques, démographique et social et illustre les évolutions de la pensée et des théories économiques depuis l'après-guerre.

### Dons
La bibliothèque de l'Insee a reçu en don la bibliothèque personnelle de personnalités marquantes de l'Insee tels que l'économiste et ancien directeur général de l'Insee Edmond Malinvaud ou encore l'historien de la statistique Alain Desrosières.

## Catalogue informatisé et bibliothèque numérique
La bibliothèque de l'Insee a ouvert en 2014 un catalogue en ligne. Celui-ci s'enrichit progressivement grâce à la rétroconversion du fonds ancien et des documents antérieurs à l'informatisation de la bibliothèque en 1982. 
La bibliothèque pilote également la Bibliothèque numérique de la statistique publique (BNSP), lancée en septembre 2021 en partenariat avec la Bibliothèque nationale de France. Celle-ci associe l’Insee et a pour vocation de rassembler l'ensemble des publications des services statistiques ministériels partenaires. Elle met à disposition plus de 38 000 documents du XIXe siècle à nos jours. 
La bibliothèque est engagée dans la numérisation de ses collections, en interne, mais également au travers d'un partenariat avec la Bibliothèque nationale de France (BnF). Les collections numérisées par la BnF sont disponibles sur Gallica et sur la Bibliothèque numérique de la statistique publique. Les divers types de ressources sont accessibles par le biais du catalogue en ligne.

## Services au public
La bibliothèque dispose d'un service spécialement destiné à l'accompagnement et la réponse à la demande documentaire. Celui-ci répond quotidiennement aux demandes du public, Insee et extérieur. 